# أقمار نبتون

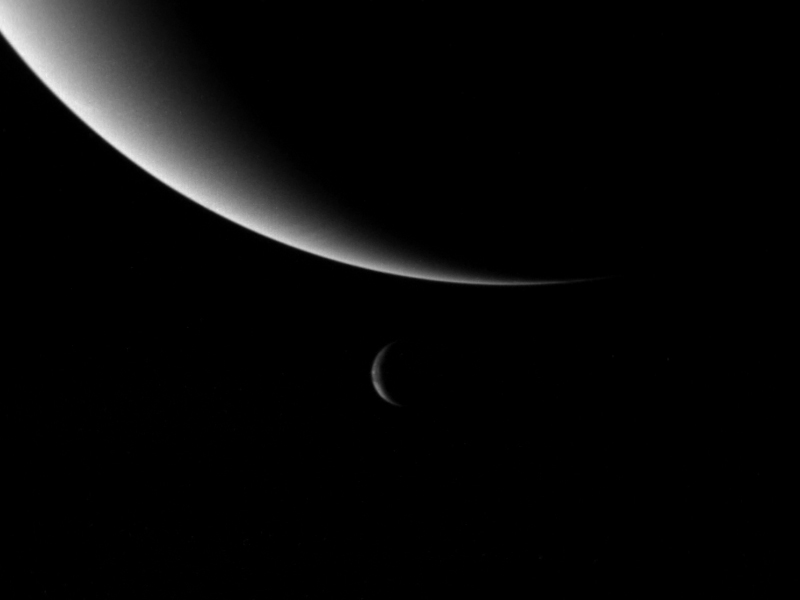
نبتون (بالأعلى) وترايتون (بالأسفل). تم التقاط الصورة بعد ثلاثة أيام من مرور فوياجر 2 بالكوكب.

يدور حول نبتون أربعة عشر قمراً، سميت بأسماء آلهة الماء في الميثولوجيا اليونانية. أكبرها هو تريتون، والذي اكتشفه ويليام لاسيل في أكتوبر عام 1846، بعد 17 يوم من اكتشاف نبتون، ومر أكثر من قرن قبل اكتشاف القمر الثاني نيريد. يدور قمر نيبتون الأبعد (الخارجي) نيسو حول نبتون أبعد من كل الأقمار الأخرى في النظام الشمسي عن كواكبها، وتبلغ دورته المدارية نحو 26 عام يوليوسي (أرضي).
يعد ترايتون فريداً بين الأقمار ذات الكتلة كوكبية، وله مدار تراجعي عكسي بالنسبة لحركة نبتون، وميلان نسبي بالنسبة لخط استواء نبتون، ما يدل على أنه لم يتشكل في مدار حول نبتون، بل استولت عليه جاذبية نبتون. يعد قمر زحل فيبي ثاني أكبر قمر مخالف للقواعد في النظام الشمسي، وتشكل كتلته 0.03% من كتلة تريتون. ربما استولى نبتون على تريتون بعد تشكل النظام القمري لنبتون بعدة سنوات، وكان ذلك حدثاً كارثياً بالنسبة لأقمار نبتون الأصلية، ما أدى إلى اضطراب في مداراتها، ثم تصادمت لتشكل قرصاً من الحطام. كتلة تريتون كبيرة لدرجة أنه يمكنه تحقيق التوازن الهيدروستاتيكي والمحافظة على غلاف جوي رقيق قادر على تكوين السحب والضباب.
نجد سبعة أقمار صغيرة منتظمة بعد تجاوز تريتون إلى جهة أورانوس، بمدارات ذات حركة نظامية (من الغرب إلى الشرق)، قرب مستوى خط استواء نبتون، وبعض هذه المدارات بين حلقات نبتون، وأكبرها بروتيوس. أُعيد تشكلها بسبب قرص الحطام الذي تشكل بعد الاستحواذ على تريتون، وبعد أن أصبح مداره دائرياً. لنبتون ستة أقمار أخرى غير منتظمة أبعد من تريتون، أحدها اسمه نيريد، ويدور أبعد بكثير من تريتون عن نبتون، وبدرجة ميلان كبيرة. لثلاثة منها مدارات ذات حركة نظامية، أمّا الباقية فمداراتها تراجعية. لنيريد بشكل خاص مدار شاذ وقريب بالنسبة لقمر غير منتظم، ما يدل على أنه كان في يوم من الأيام قمرًا منتظمًا، وأصبح مضطرباً بشكل ملحوظ في موقعه الحالي عندما استولى نبتون على تريتون. لقمري نبتون الخارجين غير النظاميين ساميثي ونيسو أكبر المدارات المكتشفة بالنسبة لقمر طبيعي في النظام الشمسي حتى الآن.

## التاريخ

### الاكتشاف
اكتشف وليام لاسيل ترايتون بعد سبعة عشر يوماً من اكتشاف نبتون عام 1846. واكتشف جيرارد بيّ كويبر القمر نيريد عام 1949. سمّي القمر الثالث في وقت لاحق لاريسا، كان أوّل من رصده هارولد جاي ريتيسما، وويليام بي هوبارد، ولاري إي لوبوفسكي، ودافيد جاي ثولن في 24 مايو في عام 1981. كان علماء الفضاء في حالة رصد للاقتراب النجمي لنبتون، ويبحثون عن حلقات مماثلة لتلك المكتشفة حول أورانوس قبل ذلك الوقت ب4  سنوات. لو وُجدت الحلقات، لانخفض لمعان النجم قليلاً قبل أكبر اقتراب للكوكب، ولكن انخفض لمعان النجم لعدة ثوان فحسب، وهذا يعني أنه كان بسبب القمر وليس بسبب الحلقات.
لم يُعثر على أقمار أخرى إلى أن حلق فوياجر 2 بالقرب من نبتون، وأعاد فوياجر 2 اكتشاف القمر لاريسا بالإضافة لخمسة أقمار داخلية أخرى هي: ناياد، وثالاسا، وديسبينا، وغالاتيا، وبروتيوس. في عام 2001 اسُتخدمت تلسكوبات أرضية كبيرة في إجراء مسحين للسماء وجدت خلالهما خمسة أقمار خارجية إضافية، ليصل المجموع إلى ثلاثة عشر. استأنف فريقان هذه المسوح في عامي 2002 و  2003 على التوالي، ليعيدا رصد خمسة من هذه الأقمار، وهي: هاليميد، وساو، وساميثي، ولاوميديا، ونيسو. عُثر على قمر مرشح سادس أيضاً في مسح في 2002 وفُقد بعد ذلك. ربما لم يكن قمرًا، على الرغم من أنّ حركته الصغيرة بالنسبة لنبتون على مدى شهر تشير إلى أنه قمر فعلاً. قُدّر قطره بنحو 33 كيلومتر، وكان بعده عن نبتون عندما عُثر عليه 25.1 مليون كيلومتر (0.168 وحدة فلكية).
اكتشف مارك شووالتر القمر هيبّوكامب في 1  يوليو عام 2013 أثناء فحصه لصور تلسكوب هابل الفضائي لأقواس حلقة نبتون المأخوذة منذ عام 2009. استخدم تقنية مشابهة لتقنية التحريك من أجل تعويض الحركة المدارية والسماح بتراكم صور متعددة، لإظهار التفاصيل الباهتة. بعد أن قرر توسيع منطقة البحث لتشمل نصف قطر يتجاوز الحلقات، وجد ‹‹نقطة ظاهرة بوضوح›› تمثل القمر الجديد. ثم وجدها مراراً وتكراراً في صور أرشيفية أخرى لتلسكوب هابل الفضائي تعود إلى عام 2004. على الرغم من أنّ مركبة فوياجر رصدت كل الأقمار الداخلية الأخرى لنبتون، لم تستطع رصده أثناء تحليقها في عام 1989 ، بسبب قتامته.

### أسماؤها
لم يكن لتريتون اسم رسمي حتى القرن العشرين، اقترحت كاميل فلاماريون اسم تريتون في كتابها عام 1880  ‹‹علم الفلك الشعبي››، لكن لم يستخدم الاس شائع حتى الثلاثينيات على الأقل. عرف ب ‹‹قمر نبتون›› حتى ذلك الوقت ببساطة. سُمّيت الأقمار الأخرى أيضاً بأسماء آلهة المياه اليونانية والرومانية، تماشياً مع موقع نبتون كإله للبحر. فإمّا من الميثولوجيا اليونانية، وعادةً بأسماء أطفال إله البحر بوسيدون ‹‹والذي يُعرف أيضاً باسم نبتون›› (تريتون، وبروتيوس، ديسبينا، ثالاسا)، وعاشقة بوسايدون (لاريسا)، وتفرعات من آلهة المياه اليونانية (نياد، نيريد) وبشكل خاص نيريدس، (هاليميد، وغالاتيا، نيسو، ساو، ولاوميديا، وساميثي). ظل القمر المكتشف مؤخراً (هيبّوكامب) دون اسم، حتى حصل على رقمه الرسمي في فبراير عام 2019. وسُمي بعدها هيبّوكامب، المخلوق الأسطوري الذي كان نصفه حصان ونصفه سمكة.
بالنسبة للأقمار غير النظامية، تستخدم الأسماء التي تنتهي بحرف إيه للأقمار التي تدور بالاتجاه النظامي، والأسماء التي تنتهي بحرف إي للأقمار التي تتبع مداراً تراجعياً، والأسماء التي تنتهي بحرف أو للأقمار المائلة بشكل استثنائي. مثل أقمار المشتري. يوجد كويكبان يشاركان أقمار نبتون الاسم هما: 74غالاتيا و1162 لاريسا.

## المميزات
يمكن تقسيم أقمار نبتون إلى مجموعتين: نظامية وغير نظامية. تتضمن المجموعة الأولى الأقمار الداخلية السبعة، التي تتبع مدارات دائرية تدور بالاتجاه النظامي (من الغرب إلى الشرق)، متوضعة في مستوي خط استواء نبتون. تتكون المجموعة الثانية من الأقمار السبعة الأخرى بما فيها تريتون. وهي تتبع بشكل عام مدارات شاذة مائلة وتدور غالباً بمدارات تراجعية بعيداً عن نبتون. الاستثناء الوحيد هو تريتون، الذي يدور قريباً من نبتون بمدار دائري ومع ذلك فهو مائل وذي مدار تراجعي.

### الأقمار النظامية
بحسب البعد عن نبتون، فالأقمار النظامية هي: نياد، ديسبينا، غالاتيا، لاريسا، هيبّوكامب، وبروتيوس، وكلها تقع في مدار متزامن مع نبتون عدا اثنين فحسب (تبلغ الدورة المدارية لنبتون 0.6713يومًا)، ويؤدي ذلك إلى التباطؤ المدي. يُعد نياد ثاني أصغر قمر بين الأقمار الداخلية، وأقرب قمر نظامي من نبتون. بينما يشكل بروتيوس أكبر قمر منتظم وثاني أكبر أقمار نبتون. ترتبط الأقمار الداخلية بشكل وثيق مع حلقات نبتون. يشكل نياد وثالاسا القمران الداخليان الأكثر قرباً من نبتون، يدوران بين حلقتي نبتون غايل وليفيرير. ربما يشكل دسبينا القمر الراعي للحلقة ليفيرير لأن مداره يقع داخل هذه الحلقة. يدور القمر غلاتيا داخل أكثر حلقات نبتون شهرة، حلقة آدامز. هذه الحلقة ضيقة جداً، ولا يتجاوز قطرها 50 كيلومتر، ولها خمسة أقواس ساطعة مدمجة. تساعد جاذبية غالاتيا على حصر الجسيمات المشكلة للحلقة في منطقة محددة باتجاه نصف القطر، ما يحافظ على الحلقة الضيقة. قد يكون للرنينات المختلفة بين الجسيمات المشكلة للحلقات وغالاتيا دور في الحفاظ على هذه الحلقات.
التُقطت صور لأكبر قمرين منتظمين بدقة كافية لتمييز شكلهما وخصائص سطحهما. الأول لاريسا ونصف قطره 200 كيلومتر، ويُعرف بشكله الذي يميل إلى البيضوي، والثاني بروتيوس، وهو غير ممتد في الطول بشكل مُلاحظ ولكنه ليس دائرياً أيضاً، بل يشبه كثير سطوح غير منتظم، مع عدة نتوءات مسطحة أو محدبة قليلاً نصف قطرها يتراوح بين 150  إلى 250  كيلومتر. يبلغ قطر بروتيوس 400 كيلومتر، وهو أكبر من قمر زحل الإهليلجي ميماس. قد يكون الاختلاف ناتجاً عن اصدامات بروتيوس في الماضي. حُفر سطح بروتيوس بشكل كبير، ويظهر عددًا من الخصائص الخطية. يبلغ قطر الحفرة الأكبر ‹‹فاروس›› أكثر من 150 كيلومتر.
جميع أقمار نبتون الداخلية أجرام مظلمة. يميل شكلها إلى البيضوي بنسبة تتراوح بين 7% إلى  10%. يشير الطيف الخاص بها إلى أنها مصنوعة من جليد مائي وبعض المواد حالكة السواد، وربما مركبات عضوية معقدة. وتشبه أقمار نبتون الداخلية الأقمار الداخلية لأورانوس.